# 544. Grenadier-Division
Die 544. Grenadier-Division war eine deutsche Infanteriedivision im Zweiten Weltkrieg.

## Geschichte

### Aufstellung
Die Division wurde am 10. Juli 1944 auf dem Truppenübungsplatz Grafenwöhr in Bayern aufgestellt. 

### Verlegung an die Ostfront
Die Division liegt im August 1944 bei Reichshof (Rzeszów) westlich von Lemberg an der Straße nach Tarnau und weiter nach Krakau. Im August 1944 wird der Verband in schwere Kämpfe mit den Angriffsverbänden der 60. sowjetischen Armee verwickelt und erleidet zunehmend schwere Verluste. Geschwächt durch die Abwehr der sowjetischen Angriffe zieht sich die Division Ende August ca. fünfzig Kilometer nach Westen in den Raum Dębica östlich von Krakau zurück. Die deutschen Truppen versuchten eine neue Frontlinie aufzubauen. 

### Auflösung durch Umbenennung
Am 9. Oktober 1944 in 544. Volksgrenadier-Division umbenannt. 

## 544. Volksgrenadier-Division

### Aufstellung durch Umbenennung
Der sowjetische Ausbruch aus dem Baranow-Brückenkopf zwingt den Verband sich im Februar 1945 bin in den oberschlesischen Raum zurückzuziehen. 
Dem Grenadier Regiment 1084 wird in dieser Zeit eine neue 14. Kompanie für die Panzerabwehr zugeführt, die Panzerfäusten ausgerüstet ist. Teile des Verbands stehen im Raum Mährisch-Ostrau und halten die eigenen Stellungen bis Mitte April 1945.
Beim Zusammenbruch der Front in Oberschlesien zieht sich die Division in den Raum ostwärts von Brünn zurück.

### Kapitulation
Die Division geriet im Mai 1945 in Böhmen im Raum Brünn in sowjetische Kriegsgefangenschaft.